# Ліщина Сергій Богданович
Сергій Богданович Ліщина (нар. 11 липня 1970 року, Сєвєродонецьк, УРСР) — український підприємець, топменеджер, експерт в галузі хімічного виробництва, інвестицій, енергоефективності. Співвласник заводу Izovat, компанії «Українські лісопильні», київського заводу «Фанплит», Костопільського та Львівського фанерних заводів.

## Біографія

### Ранні роки
Народився 11 липня 1970 року в м. Сєвєродонецьк. Батько — Богдан Миколайович Ліщина, відомий промисловець, займав посаду генерального директора Сєверодонецького виробничого об'єднання «Азот» у Луганській області, був народним депутатом України 1-го скликання, академік Академії інженерних наук України (1991).
У 1989 році Сергій Ліщина поступив до НТУ «Харківський політехнічний інститут» на спеціальність «хімія». Після закінчення університету, в 1993 році отримав диплом магістра хімічних наук.. Далі навчався в Durham College, Північна Кароліна, США.

### Кар'єра
У 90-х роках Сергій Ліщина зайнявся бізнесом: спершу продавав хімічну сировину до Китаю та Південної Кореї, згодом зайнявся продажем будівельних матеріалів.
У 1994—2003 рр. працював на керівних посадах в українських і зарубіжних компаніях, займався імпортом, експортом і продажами хімічної сировини й матеріалів. У 2003—2014 роках був заступником голови правління в компанії ЗАТ ПО «Деревинні плити та матеріали», потужності якої розміщені в містах Костопіль Рівненської області та Надвірна Івано-Франківської області.
2006 року разом з партнерами заснував компанію Izovat (ТОВ «ОБІО»), що виробляє теплоізоляційні матеріали (мінеральну вату з базальту). Основні виробничі потужності компанії розташовуються в місті Житомирі. Izovat випускає 85 тисяч тонн мінеральної вати на рік та планує відкриття нової лінії з потужністю ще 90 тисяч тонн на рік. Продукція Izovat сертифікована за міжнародними стандартами Certifed Quality Systems та International Certification Network. 2015 року Сергій Ліщина став співзасновником та співвласником компанії «Ukrainian Sawmills», яке займається виробництвом пиломатеріалів. На 2023 рік заплановано вкриття нового заводу IzovatGlass із виробництва мінеральної вати зі скловолокна. Інвестиції у створення заводу склали понад 30 млн євро, планується що підприємство буде виробляти до 18 тисяч тонн продукції на рік. 
2014 року активно допомагав учасникам АТО: закуповував бронежилети й тепловізори, автотехніку та іншу амуніцію для українських військових на фронті.
У 2023 році волонтерська платформа «To Help to Win» нагородила підприємця Сергія Ліщину за допомогу, яку надав підприємець в розмірі 1,5 млн грн бійцям 71-ї бригади та ряду інших військових частин, зокрема 35-ї окремої бригади морської піхоти ЗСУ.
Член Ради з питань підтримки підприємництва — консультативно-дорадчого органу при Президентові України (з 27 червня 2025).

## Особисте життя
Одружений. Разом з дружиною виховує трьох дітей. Серед його захоплень українська та російська література, вино, антикваріат, геополітика, бокс.